# Atlas (sao)
Atlas /ˈætləs/, chỉ định 27 Tauri, là một hệ thống ba sao ở chòm sao của Kim Ngưu. Nó là một thành viên của Tua Rua, một cụm sao mở (M45). Nó là 431 năm ánh sáng (132 parsec) xa, và là 3,92 độ bắc của hoàng đạo.

## Thần thoại
Atlas là một Titan và cha của Chị em Tua Rua ở thần thoại Hy Lạp

## Tính chất
Thành phần chính, Atlas A, có màu trắng xanh Loại B khổng lồ với một cấp sao biểu kiến của +3.62. Nó là một sao đôi có thành phần có cường độ 3.84 và 5.46. Hệ nhị phân tạo ra một quỹ đạo cứ sau 290 ngày và độ lệch tâm là khoảng 0,24.